# Irena Boclincă
Irena Boclincă (n. 4 decembrie 1980, Zăicani, Râșcani, RSS Moldovenească, URSS) este o actriță de teatru din Republica Moldova, care în prezent activează și locuiește în București, fostă actriță a Teatrului „Eugène Ionesco” din Chișinău și fostă prezentatoare de televiziune.

## Biografie

### Educație
Irena Boclincă a absolvit Colegiul de Medicină din Bălți,  ulterior și-a făcut studiile la Academia de Muzică, Teatru și Arte Plastice din Chișinău, Republica Moldova, studiile de master le-a urmat la Universitatea de Arte „George Enescu” din Iași. În prezent, Irena Boclincă este actriță la Teatrul de revistă „Constantin Tănase” din București.

### Artist consacrat
Irena Boclincă a devenit populară în Republica Moldova datorită numeroaselor roluri comice, de satiră, dramatice, printre care interpretării celebrei artiste franceze Edith Piaf, jucate pe scena Teatrului „Eugène Ionesco” din Chișinău timp de șapte ani, dar și datorită rolurilor jucate pe scena Teatrului Național „Vasile Alecsandri” din Iași, de asemenea s-a remarcat în cadrul emisiunii de satiră din Republica Moldova „Ora de ras” de la Jurnal TV prezentată de actorii moldoveni Constantin Cheianu și Anatol Durbală, interpretând rolul personajului Simona. 

### iUmor
În februarie 2019 a devenit cunoscută publicului larg din România datorită apariției acesteia în cadrul emisiunii iUmor de la Antena 1 din București, România imitând-o pe Viorica Dăncilă, prim-ministru al României. În data de 1 iunie, ea a câștigat sezonul 6 iUmor, iar banii câștigați au fost donați concurentului Vasi Borcan care se află imobilizat într-un scaun cu rotile.